# Nanostrea
Nanostrea is een geslacht van tweekleppigen uit de  familie van de Ostreidae.

## Soort
- Nanostrea fluctigera (Jousseaume in Lamy, 1925)